# (34267) Haniya
2000 QC126 (asteroide 34267) é um asteroide da cintura principal. Possui uma excentricidade de 0.02990540 e uma inclinação de 1.68707º.
Este asteroide foi descoberto no dia 31 de agosto de 2000 por LINEAR em Socorro.